# Ancona (hønserace)
 For alternative betydninger, se Ancona (flertydig). (Se også artikler, som begynder med Ancona)
Ancona er en hønserace, som stammer fra Italien. Den lægger hvide æg.
Hanen vejer 2 kg og hønen vejer 1,8 kg og æggene vejer 56 gram. Der findes også en dværgvariant af racen, her vejer hanen 800 gram mens hønen vejer 700 gram og hendes æg vejer 35 gram.

## Farvevariationer
- Anconafarvet
- Blå anconafarvet